# Pattinaggio di figura ai Giochi olimpici
Il pattinaggio di figura fu inserito nel programma dei Giochi olimpici fin dell'edizione del 1908.  Dal 1908 al 1920 ha fatto parte delle discipline sportive dei Giochi olimpici estivi, mentre dal 1924 la specialità entrò nel programma dei Giochi olimpici invernali.

## Qualificazioni

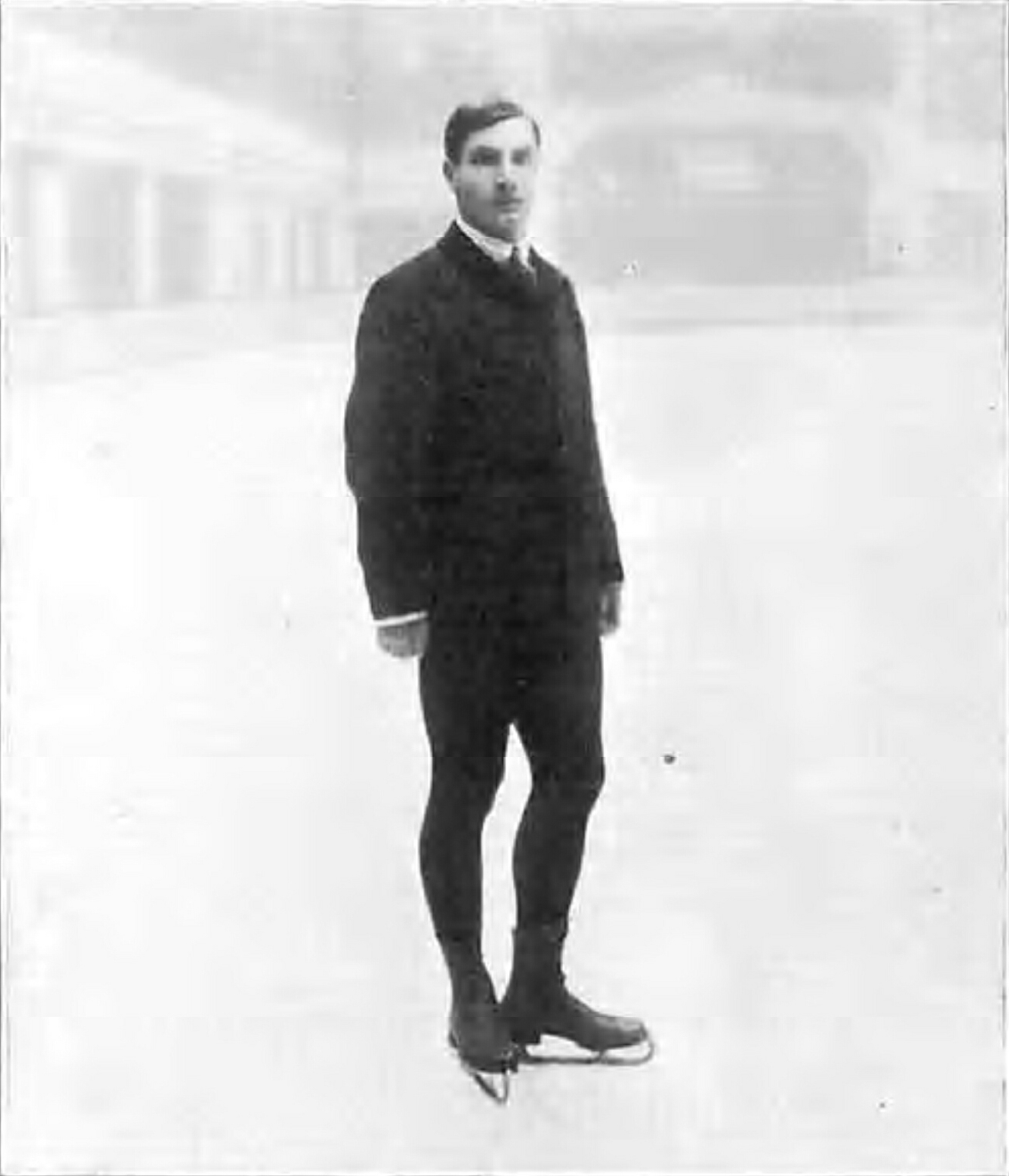
Ulrich Salchow ai Giochi olimpici nel 1908

Il numero di partecipanti alla competizione, stabilita dal Comitato Olimpico Internazionale, è di 30 atleti per le prove di singolo (sia maschile che femminile), 24 coppie per la danza su ghiaccio e 20 per il pattinaggio di figura a coppie.
Le qualificazione per i giochi olimpici stabilita dalla International Skating Union prevede che l'80% dei posti assegnati (24 uomini/donne, 19 coppie di danza, 16 coppie dell'artistico) siano determinati dai risultati ottenuti nei Campionati mondiali di pattinaggio di figura tenuti l'anno prima delle Olimpiadi.
Il numero massimo di atleti che un paese può iscrivere per ogni singola disciplina sono tre. Il numero di iscrizioni per nazione dipende dai punti guadagnati dalla nazione attraverso i risultati ottenuti dai propri pattinatori. Questi punti sono dati dalla somma dei piazzamenti degli atleti della stessa nazionalità (i migliori due se un Paese schiera tre pattinatori).  Se una nazione schiera un solo pattinatore/team, questo deve piazzarsi nei primi dieci per avere due posti ai Giochi, nei primi due per averne tre. Se la nazione schiera due pattinatori/team la somma dei loro piazzamenti deve dare 13 (o un numero minore) per tre posti ai Giochi, 28 (o meno) per due. I posti rimanenti sono redistribuiti tra un pattinatore/team per ogni nazione che non è riuscita ad aggiudicarsi due posti, secondo l'ordine di piazzamento dei pattinatori ai campionati mondiali.

## Medaglie assegnate
| Specialità                      | '08 | '12 | '20 | '24 | '28 | '32 | '36 | '48 | '52 | '56 | '60 | '64 | '68 | '72 | '76 | '80 | '84 | '88 | '92 | '94 | '98 | '02 | '06 | '10 | '14 | '18 | '22 |
| ------------------------------- | --- | --- | --- | --- | --- | --- | --- | --- | --- | --- | --- | --- | --- | --- | --- | --- | --- | --- | --- | --- | --- | --- | --- | --- | --- | --- | --- |
| Pattinaggio di figura maschile  | •   |     | •   | •   | •   | •   | •   | •   | •   | •   | •   | •   | •   | •   | •   | •   | •   | •   | •   | •   | •   | •   | •   | •   | •   | •   | •   |
| Figure speciali maschile        | •   |     |     |     |     |     |     |     |     |     |     |     |     |     |     |     |     |     |     |     |     |     |     |     |     |     |     |
| Pattinaggio di figura femminile | •   |     | •   | •   | •   | •   | •   | •   | •   | •   | •   | •   | •   | •   | •   | •   | •   | •   | •   | •   | •   | •   | •   | •   | •   | •   | •   |
| Pattinaggio di figura a coppie  | •   |     | •   | •   | •   | •   | •   | •   | •   | •   | •   | •   | •   | •   | •   | •   | •   | •   | •   | •   | •   | •   | •   | •   | •   | •   | •   |
| Danza su ghiaccio               |     |     |     |     |     |     |     |     |     |     |     |     |     |     | •   | •   | •   | •   | •   | •   | •   | •   | •   | •   | •   | •   | •   |
| Gara a squadre                  |     |     |     |     |     |     |     |     |     |     |     |     |     |     |     |     |     |     |     |     |     |     |     |     | •   | •   | •   |
| Riepilogo                       | 4   | 0   | 3   | 3   | 3   | 3   | 3   | 3   | 3   | 3   | 3   | 3   | 3   | 3   | 4   | 4   | 4   | 4   | 4   | 4   | 4   | 4   | 4   | 4   | 5   | 5   | 5   |

## Medagliere

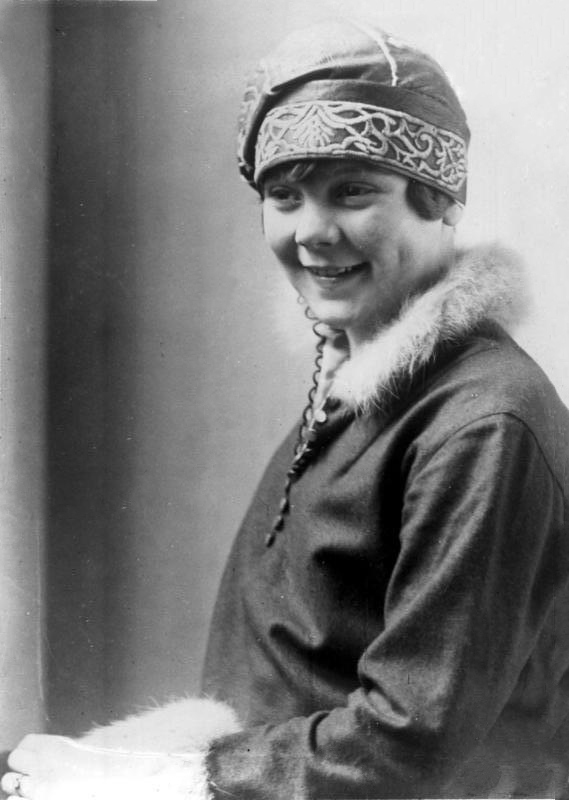
Sonja Henie

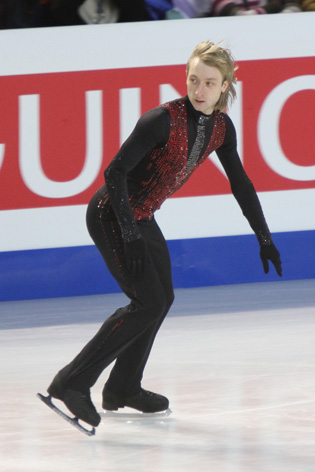
Evgeni Plushenko al Campionato europeo nel 2010

Aggiornato a Pechino 2022. In corsivo le nazioni (o le squadre) non più esistenti.
| Pos    | Nazione                      | Oro | Argento | Bronzo | Totale |
| ------ | ---------------------------- | --- | ------- | ------ | ------ |
| 1      | Stati Uniti                  | 16  | 17      | 21     | 54     |
| 2      | Russia                       | 15  | 9       | 3      | 27     |
| 3      | Unione Sovietica             | 10  | 9       | 5      | 24     |
| 4      | Austria                      | 7   | 9       | 4      | 20     |
| 5      | Canada                       | 6   | 11      | 12     | 29     |
| 6      | Gran Bretagna                | 5   | 3       | 7      | 15     |
| 7      | Svezia                       | 5   | 3       | 2      | 10     |
| 8      | Francia                      | 4   | 3       | 7      | 14     |
| 9      | Germania                     | 4   | 2       | 3      | 9      |
| 10     | Giappone                     | 3   | 4       | 4      | 11     |
| 11     | Germania Est                 | 3   | 3       | 4      | 10     |
| 12     | Norvegia                     | 3   | 2       | 1      | 6      |
| 13     | Squadra Unificata            | 3   | 1       | 1      | 5      |
| 14     | Cina                         | 2   | 3       | 4      | 9      |
| 15     | ROC                          | 2   | 3       | 1      | 6      |
| 16     | Paesi Bassi                  | 1   | 2       | 0      | 3      |
| 17     | Atleti Olimpici dalla Russia | 1   | 2       | 0      | 3      |
| 18     | Squadra Unificata Tedesca    | 1   | 2       | 0      | 3      |
| 19     | Cecoslovacchia               | 1   | 1       | 3      | 5      |
| 20     | Finlandia                    | 1   | 1       | 0      | 2      |
| 21     | Corea del Sud                | 1   | 1       | 0      | 2      |
| 22     | Belgio                       | 1   | 0       | 1      | 2      |
| 23     | Ucraina                      | 1   | 0       | 1      | 2      |
| 24     | Ungheria                     | 0   | 2       | 4      | 6      |
| 25     | Svizzera                     | 0   | 2       | 1      | 3      |
| 26     | Italia                       | 0   | 0       | 2      | 2      |
| 27     | Germania Ovest               | 0   | 0       | 2      | 2      |
| 28     | Kazakistan                   | 0   | 0       | 1      | 1      |
| 29     | Spagna                       | 0   | 0       | 1      | 1      |
| Totale | Totale                       | 96  | 95      | 95     | 286    |

## Albo d'oro

### Singolo maschile

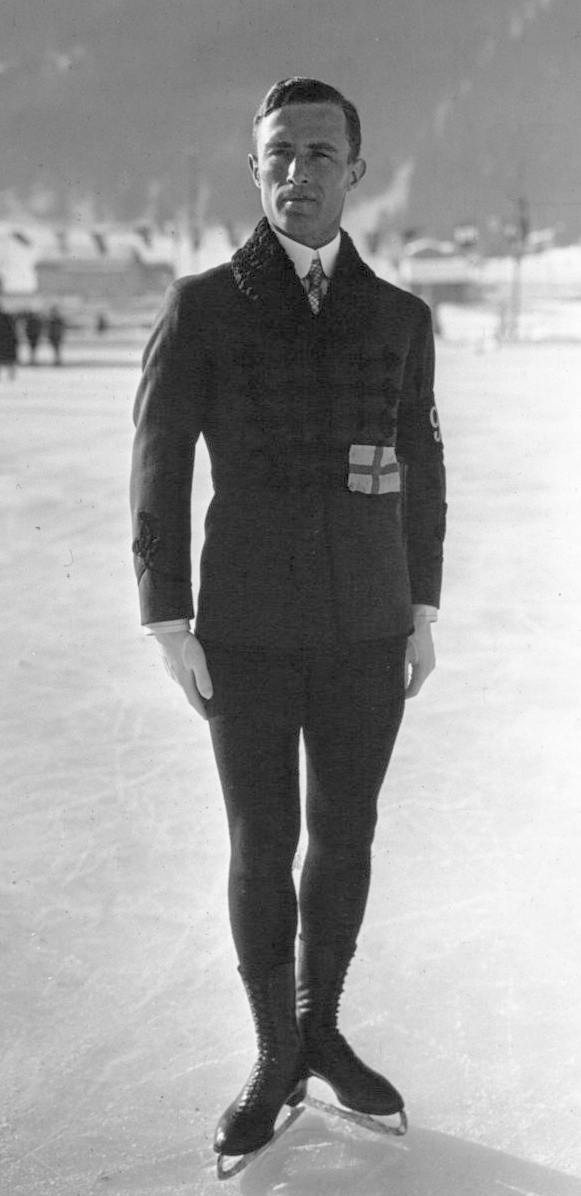
Gillis Grafstrom nel 1924

| Edizione                                      | Oro                                           | Argento                                   | Bronzo                                    |
| --------------------------------------------- | --------------------------------------------- | ----------------------------------------- | ----------------------------------------- |
| Londra 1908                                   | Ulrich Salchow                                | Richard Johansson                         | Per Thorén                                |
| Anversa 1920                                  | Gillis Grafström                              | Andreas Krogh                             | Martin Stixrud                            |
| Chamonix-Mont-Blanc 1924                      | Gillis Grafström                              | Willy Böckl                               | Georges Gautschi                          |
| Sankt Moritz 1928                             | Gillis Grafström                              | Willy Böckl                               | Robert Van Zeebroeck                      |
| Lake Placid 1932                              | Karl Schäfer                                  | Gillis Grafström                          | Montgomery Wilson                         |
| Garmisch-Partenkirchen 1936                   | Karl Schäfer                                  | Ernst Baier                               | Felix Kaspar                              |
| Sankt Moritz 1948                             | Richard Button                                | Hans Gerschwiler                          | Edi Rada                                  |
| Oslo 1952                                     | Richard Button                                | Helmut Seibt                              | James Grogan                              |
| Cortina d'Ampezzo 1956                        | Hayes Alan Jenkins                            | Ronald Robertson                          | David Jenkins                             |
| Squaw Valley 1960                             | David Jenkins                                 | Karol Divín                               | Donald Jackson                            |
| Innsbruck 1964                                | Manfred Schnelldorfer                         | Alain Calmat                              | Scott Allen                               |
| Grenoble 1968                                 | Wolfgang Schwarz                              | Timothy Wood                              | Patrick Péra                              |
| Sapporo 1972                                  | Ondrej Nepela                                 | Sergej Četveruchin                        | Patrick Péra                              |
| Innsbruck 1976                                | John Curry                                    | Vladimir Kovalëv                          | Toller Cranston                           |
| Lake Placid 1980                              | Robin Cousins                                 | Jan Hoffmann                              | Charles Tickner                           |
| Sarajevo 1984                                 | Scott Hamilton                                | Brian Orser                               | Jozef Sabovčík                            |
| Calgary 1988                                  | Brian Boitano                                 | Brian Orser                               | Viktor Petrenko                           |
| Albertville 1992                              | Viktor Petrenko                               | Paul Wylie                                | Petr Barna                                |
| Lillehammer 1994                              | Aleksej Urmanov                               | Elvis Stojko                              | Philippe Candeloro                        |
| Nagano 1998                                   | Il'ja Kulik                                   | Elvis Stojko                              | Philippe Candeloro                        |
| Salt Lake City 2002                           | Aleksej Jagudin                               | Evgenij Pljuščenko                        | Timothy Goebel                            |
| Torino 2006                                   | Evgenij Pljuščenko                            | Stéphane Lambiel                          | Jeffrey Buttle                            |
| Vancouver 2010                                | Evan Lysacek                                  | Evgenij Pljuščenko                        | Daisuke Takahashi                         |
| Soči 2014                                     | Yuzuru Hanyū                                  | Patrick Chan                              | Denïs Ten                                 |
| Pyeongchang 2018                              | Yuzuru Hanyū                                  | Shōma Uno                                 | Javier Fernández                          |
| Pechino 2022                                  | Nathan Chen                                   | Yūma Kagiyama                             | Shōma Uno                                 |
| Atleta più premiato: Gillis Grafström (3/1/0) | Atleta più premiato: Gillis Grafström (3/1/0) | Nazione più premiata: Stati Uniti (8/3/5) | Nazione più premiata: Stati Uniti (8/3/5) |

### Singolo femminile

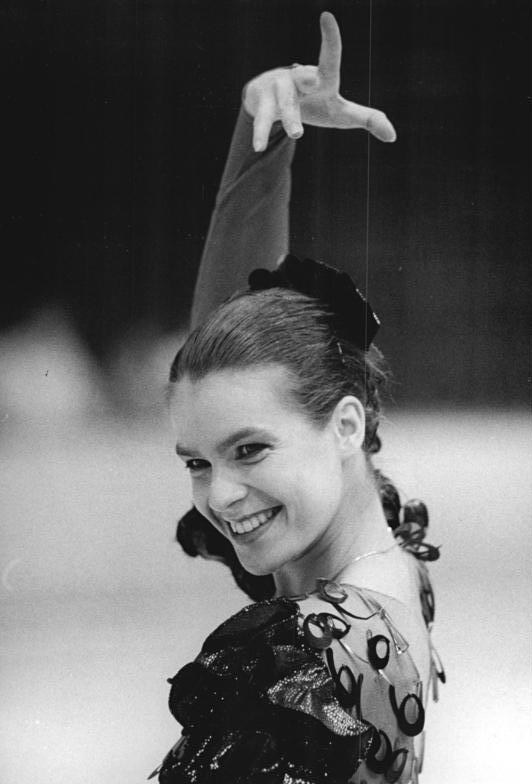
Katarina Witt

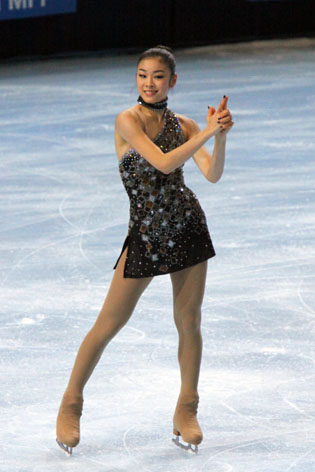
Yuna Kim in James Bond, il programma corto della stagione 2009-2010

| Edizione                                 | Oro                                      | Argento                                   | Bronzo                                    |
| ---------------------------------------- | ---------------------------------------- | ----------------------------------------- | ----------------------------------------- |
| Londra 1908                              | Madge Syers                              | Elsa Rendschmidt                          | Dorothy Greenhough-Smith                  |
| Anversa 1920                             | Magda Julin                              | Svea Norén                                | Theresa Weld                              |
| Chamonix-Mont-Blanc 1924                 | Herma Szabo                              | Beatrix Loughran                          | Ethel Muckelt                             |
| Sankt Moritz 1928                        | Sonja Henie                              | Fritzi Burger                             | Beatrix Loughran                          |
| Lake Placid 1932                         | Sonja Henie                              | Fritzi Burger                             | Maribel Vinson                            |
| Garmisch-Partenkirchen 1936              | Sonja Henie                              | Cecilia Colledge                          | Vivi-Anne Hultén                          |
| Sankt Moritz 1948                        | Barbara Ann Scott                        | Eva Pawlik                                | Jeannette Altwegg                         |
| Oslo 1952                                | Jeannette Altwegg                        | Tenley Albright                           | Jacqueline du Bief                        |
| Cortina d'Ampezzo 1956                   | Tenley Albright                          | Carol Heiss                               | Ingrid Wendl                              |
| Squaw Valley 1960                        | Carol Heiss                              | Sjoukje Dijkstra                          | Barbara Roles                             |
| Innsbruck 1964                           | Sjoukje Dijkstra                         | Regine Heitzer                            | Petra Burka                               |
| Grenoble 1968                            | Peggy Fleming                            | Gabriele Seyfert                          | Hana Mašková                              |
| Sapporo 1972                             | Beatrix Schuba                           | Karen Magnussen                           | Janet Lynn                                |
| Innsbruck 1976                           | Dorothy Hamill                           | Dianne de Leeuw                           | Christine Errath                          |
| Lake Placid 1980                         | Anett Pötzsch                            | Linda Fratianne                           | Dagmar Lurz                               |
| Sarajevo 1984                            | Katarina Witt                            | Rosalynn Sumners                          | Kira Ivanova                              |
| Calgary 1988                             | Katarina Witt                            | Elizabeth Manley                          | Debi Thomas                               |
| Albertville 1992                         | Kristi Yamaguchi                         | Midori Itō                                | Nancy Kerrigan                            |
| Lillehammer 1994                         | Oksana Bajul                             | Nancy Kerrigan                            | Chen Lu                                   |
| Nagano 1998                              | Tara Lipinski                            | Michelle Kwan                             | Chen Lu                                   |
| Salt Lake City 2002                      | Sarah Hughes                             | Irina Sluckaja                            | Michelle Kwan                             |
| Torino 2006                              | Shizuka Arakawa                          | Sasha Cohen                               | Irina Sluckaja                            |
| Vancouver 2010                           | Kim Yu-na                                | Mao Asada                                 | Joannie Rochette                          |
| Soči 2014                                | Adelina Sotnikova                        | Kim Yu-na                                 | Carolina Kostner                          |
| Pyeongchang 2018                         | Alina Zagitova                           | Evgenija Medvedeva                        | Kaetlyn Osmond                            |
| Pechino 2022                             | Anna Ščerbakova                          | Aleksandra Trusova                        | Kaori Sakamoto                            |
| Atleta più premiata: Sonja Henie (3/0/0) | Atleta più premiata: Sonja Henie (3/0/0) | Nazione più premiata: Stati Uniti (7/7/8) | Nazione più premiata: Stati Uniti (7/7/8) |

### Coppie

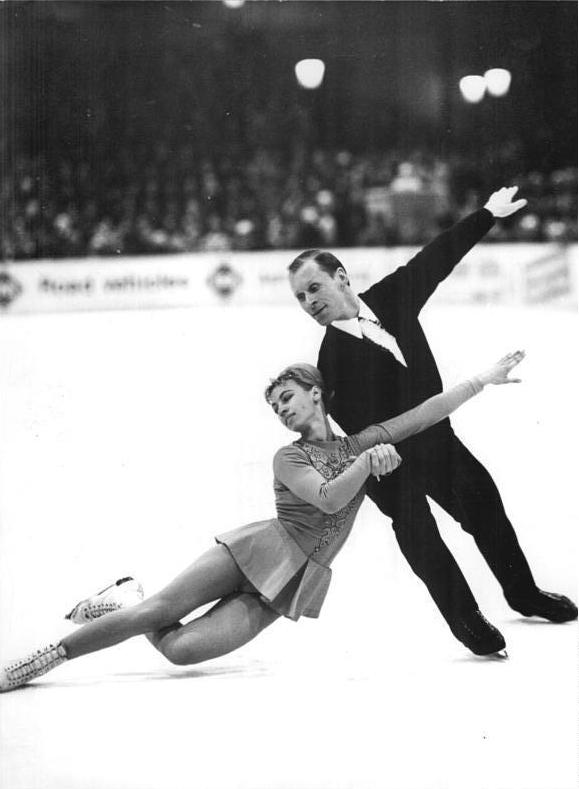
Belousova/Protopovov nel 1968

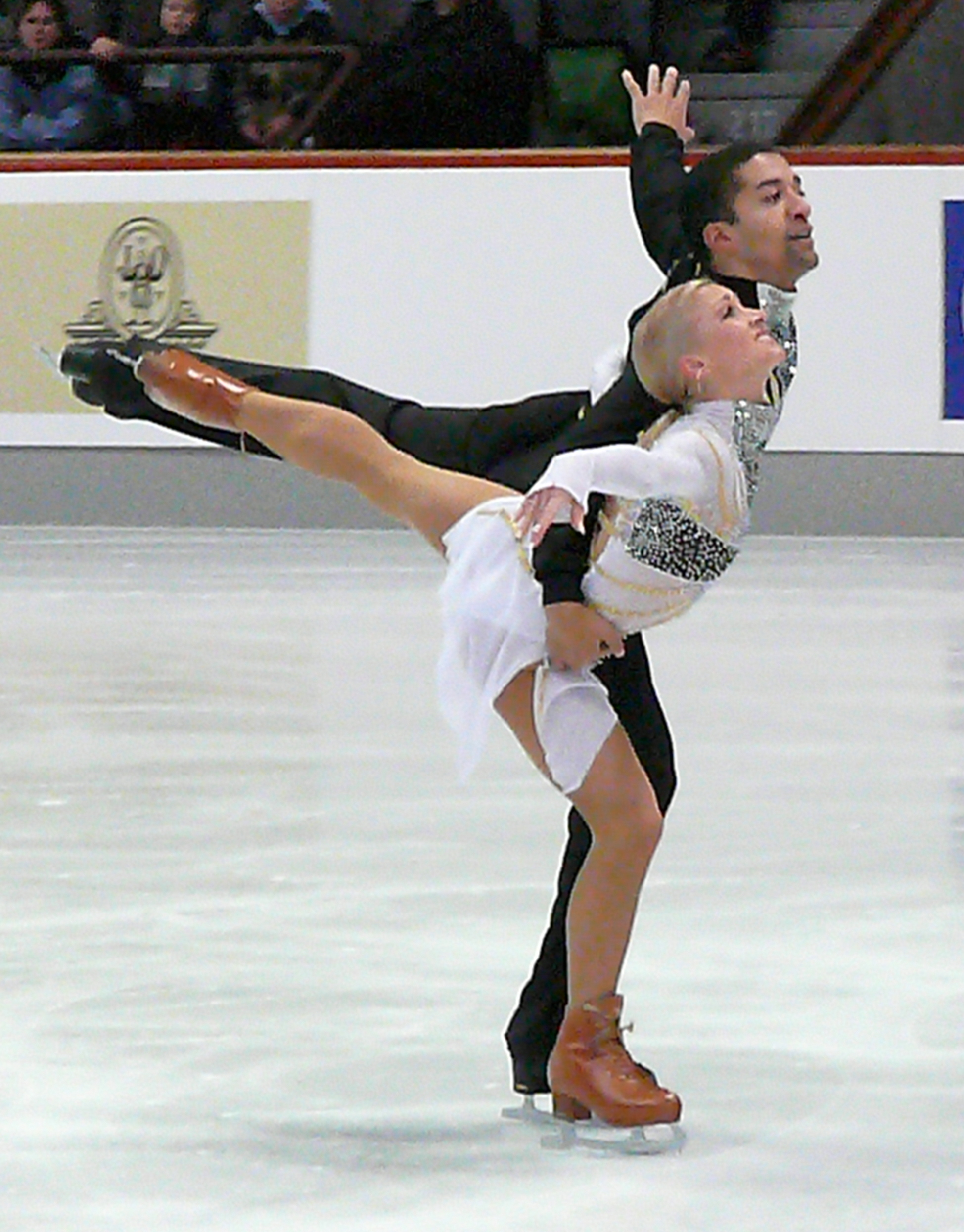
Savchenko/Szolkowy nel 2007

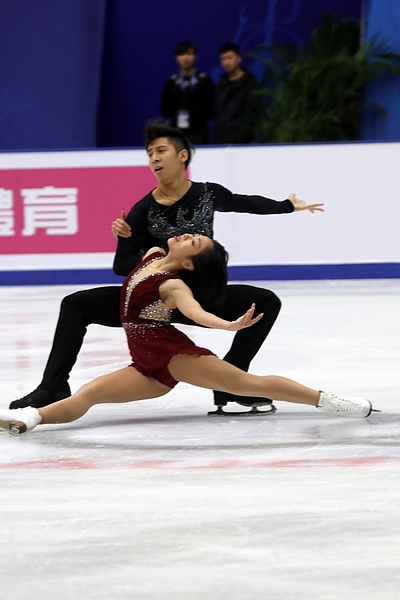
Sui/Han nel 2017

| Edizione                                   | Oro                                                    | Argento                                                                                        | Bronzo                                                          |
| ------------------------------------------ | ------------------------------------------------------ | ---------------------------------------------------------------------------------------------- | --------------------------------------------------------------- |
| Londra 1908                                | Germania Anna Hübler - Heinrich Burger                 | Gran Bretagna Phyllis Johnson - James H. Johnson                                               | Gran Bretagna Madge Syers - Edgar Syers                         |
| Anversa 1920                               | Finlandia Ludowika Jakobsson - Walter Jakobsson        | Norvegia Alexia Bryn - Yngvar Bryn                                                             | Gran Bretagna Phyllis Johnson - Basil Williams                  |
| Chamonix-Mont-Blanc 1924                   | Austria Helene Engelmann - Alfred Berger               | Finlandia Ludowika Jakobsson - Walter Jakobsson                                                | Francia Andrée Brunet - Pierre Brunet                           |
| Sankt Moritz 1928                          | Francia Andrée Brunet - Pierre Brunet                  | Austria Lilly Scholz - Otto Kaiser                                                             | Austria Melitta Brunner - Ludwig Wrede                          |
| Lake Placid 1932                           | Francia Andrée Brunet - Pierre Brunet                  | Stati Uniti Beatrix Loughran - Sherwin Badger                                                  | Ungheria Emília Rotter - László Szollás                         |
| Garmisch-Partenkirchen 1936                | Germania Maxi Herber - Ernst Baier                     | Austria Ilse Pausin - Erik Pausin                                                              | Ungheria Emília Rotter - László Szollás                         |
| Sankt Moritz 1948                          | Belgio Micheline Lannoy - Pierre Baugniet              | Ungheria Andrea Kékesy - Ede Király                                                            | Canada Suzanne Morrow - Wallace Diestelmeyer                    |
| Oslo 1952                                  | Germania Ria Falk - Paul Falk                          | Stati Uniti Karol Kennedy - Peter Kennedy                                                      | Ungheria Marianna Nagy - László Nagy                            |
| Cortina d'Ampezzo 1956                     | Austria Sissy Schwarz - Kurt Oppelt                    | Canada Frances Dafoe - Norris Bowden                                                           | Ungheria Marianna Nagy - László Nagy                            |
| Squaw Valley 1960                          | Canada Barbara Wagner - Robert Paul                    | Squadra Unificata Tedesca Marika Kilius - Hans-Jürgen Bäumler                                  | Stati Uniti Nancy Ludington - Ronald Ludington                  |
| Innsbruck 1964                             | Unione Sovietica Ljudmila Belousova - Oleg Protopopov  | Squadra Unificata Tedesca Marika Kilius - Hans-Jürgen Bäumler Canada Debbi Wilkes - Guy Revell | Stati Uniti Vivian Joseph - Ronald Joseph                       |
| Grenoble 1968                              | Unione Sovietica Ljudmila Belousova - Oleg Protopopov  | Unione Sovietica Tat'jana Žuk - Aleksandr Gorelik                                              | Germania Ovest Margot Glockshuber - Wolfgang Danne              |
| Sapporo 1972                               | Unione Sovietica Irina Rodnina - Alexei Ulanov         | Unione Sovietica Ljudmila Smirnova - Andrej Surajkin                                           | Germania Est Manuela Groß - Uwe Kagelmann                       |
| Innsbruck 1976                             | Unione Sovietica Irina Rodnina - Aleksandr Zajcev      | Germania Est Romy Kermer - Rolf Österreich                                                     | Germania Est Manuela Groß - Uwe Kagelmann                       |
| Lake Placid 1980                           | Unione Sovietica Irina Rodnina - Aleksandr Zajcev      | Unione Sovietica Marina Čerkasova - Sergej Šachraj                                             | Germania Est Manuela Mager - Uwe Bewersdorf                     |
| Sarajevo 1984                              | Unione Sovietica Elena Valova - Oleg Vasil'ev          | Stati Uniti Kitty Carruthers - Peter Carruthers                                                | Unione Sovietica Larisa Seleznëva - Oleg Makarov                |
| Calgary 1988                               | Unione Sovietica Ekaterina Gordeeva - Sergej Grin'kov  | Unione Sovietica Elena Valova - Oleg Vasil'ev                                                  | Stati Uniti Jill Watson - Peter Oppegard                        |
| Albertville 1992                           | Squadra Unificata Natal'ja Miškutënok - Artur Dmitriev | Squadra Unificata Elena Bečke - Denis Petrov                                                   | Canada Isabelle Brasseur - Lloyd Eisler                         |
| Lillehammer 1994                           | Russia Ekaterina Gordeeva - Sergej Grin'kov            | Russia Natal'ja Miškutënok - Artur Dmitriev                                                    | Canada Isabelle Brasseur - Lloyd Eisler                         |
| Nagano 1998                                | Russia Oksana Kazakova - Artur Dmitriev                | Russia Elena Berežnaja - Anton Sicharulidze                                                    | Germania Mandy Wötzel - Ingo Steuer                             |
| Salt Lake City 2002                        | Russia Elena Berežnaja - Anton Sicharulidze            | —                                                                                              | Cina Shen Xue - Zhao Hongbo                                     |
| Salt Lake City 2002                        | Canada Jamie Salé - David Pelletier                    | —                                                                                              | Cina Shen Xue - Zhao Hongbo                                     |
| Torino 2006                                | Russia Tat'jana Tot'mjanina - Maksim Marinin           | Cina Dan Zhang - Hao Zhang                                                                     | Cina Shen Xue - Zhao Hongbo                                     |
| Vancouver 2010                             | Cina Shen Xue - Zhao Hongbo                            | Cina Pang Qing - Tong Jian                                                                     | Germania Aliona Savchenko - Robin Szolkowy                      |
| Soči 2014                                  | Russia Tat'jana Volosožar - Maksim Tran'kov            | Russia Ksenija Stolbova - Fëdor Klimov                                                         | Germania Aliona Savchenko - Robin Szolkowy                      |
| Pyeongchang 2018                           | Germania Aljona Savchenko - Bruno Massot               | Cina Sui Wenjing - Han Cong                                                                    | Canada Meagan Duhamel - Eric Radford                            |
| Pechino 2022                               | Cina Sui Wenjing- Han Cong                             | Comitato Olimpico Russo Evgenija Tarasova - Vladimir Morozov                                   | Comitato Olimpico Russo Anastasija Mišina - Aleksandr Galljamov |
| Atleta più premiato: Irina Rodnina (3/0/0) | Atleta più premiato: Irina Rodnina (3/0/0)             | Nazione più premiata: Unione Sovietica (7/4/1)                                                 | Nazione più premiata: Unione Sovietica (7/4/1)                  |

### Danza su ghiaccio

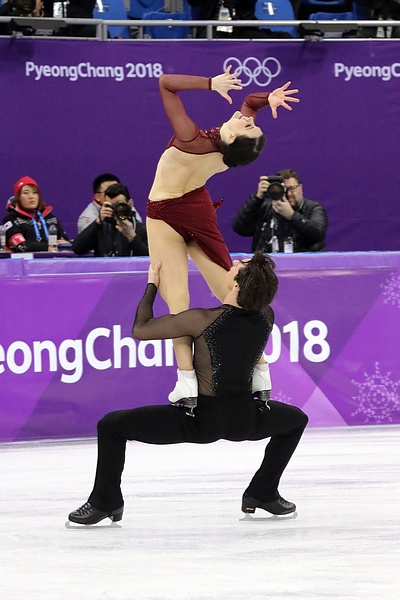
Virtue/Moir ai Giochi olimpici nel 2018

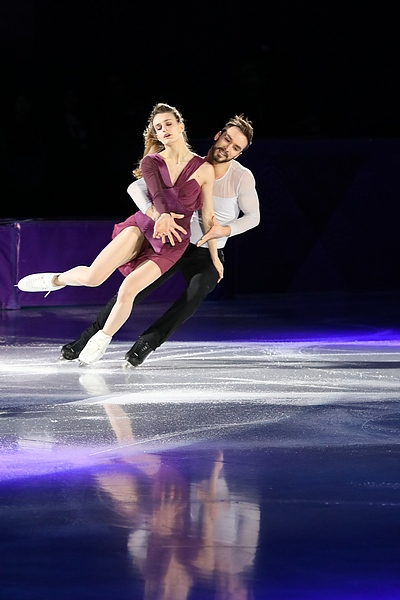
Papadakis/Cizeron ai Giochi olimpici nel 2018

| Edizione                                               | Oro                                                     | Argento                                                       | Bronzo                                                  |
| ------------------------------------------------------ | ------------------------------------------------------- | ------------------------------------------------------------- | ------------------------------------------------------- |
| Innsbruck 1976                                         | Unione Sovietica Ljudmila Pachomova - Aleksandr Gorškov | Unione Sovietica Irina Moiseeva - Andrej Minenkov             | Stati Uniti Colleen O'Connor - James Millns             |
| Lake Placid 1980                                       | Unione Sovietica Natal'ja Liničuk - Gennadij Karponosov | Ungheria Krisztina Regőczy - András Sallay                    | Unione Sovietica Irina Moiseeva - Andrej Minenkov       |
| Sarajevo 1984                                          | Gran Bretagna Jayne Torvill - Christopher Dean          | Unione Sovietica Natal'ja Bestem'janova - Andrej Bukin        | Unione Sovietica Marina Klimova - Sergej Ponomarenko    |
| Calgary 1988                                           | Unione Sovietica Natal'ja Bestem'janova - Andrej Bukin  | Unione Sovietica Marina Klimova - Sergej Ponomarenko          | Canada Tracy Wilson - Robert McCall                     |
| Albertville 1992                                       | Squadra Unificata Marina Klimova - Sergej Ponomarenko   | Francia Isabelle Duchesnay - Paul Duchesnay                   | Squadra Unificata Majja Usova - Aleksandr Žulin         |
| Lillehammer 1994                                       | Russia Oksana Griščuk - Evgenij Platov                  | Russia Majja Usova - Aleksandr Žulin                          | Gran Bretagna Jayne Torvill - Christopher Dean          |
| Nagano 1998                                            | Russia Oksana Griščuk - Evgenij Platov                  | Russia Anželika Krylova - Oleg Ovsjannikov                    | Francia Marina Anissina - Gwendal Peizerat              |
| Salt Lake City 2002                                    | Francia Marina Anisina - Gwendal Peizerat               | Russia Irina Lobačëva - Il'ja Averbuch                        | Italia Barbara Fusar Poli - Maurizio Margaglio          |
| Torino 2006                                            | Russia Tat'jana Navka - Roman Kostomarov                | Stati Uniti Tanith Belbin - Benjamin Agosto                   | Ucraina Olena Hrušyna - Ruslan Hončarov                 |
| Vancouver 2010                                         | Canada Tessa Virtue - Scott Moir                        | Stati Uniti Meryl Davis - Charlie White                       | Russia Oksana Domnina - Maksim Šabalin                  |
| Soči 2014                                              | Stati Uniti Meryl Davis - Charlie White                 | Canada Tessa Virtue - Scott Moir                              | Russia Elena Il'inych - Nikita Kacalapov                |
| Pyeongchang 2018                                       | Canada Tessa Virtue - Scott Moir                        | Francia Gabriella Papadakis - Guillaume Cizeron               | Stati Uniti Maia Shibutani - Alex Shibutani             |
| Pechino 2022                                           | Francia Gabriella Papadakis - Guillaume Cizeron         | Comitato Olimpico Russo Viktorija Sinicina - Nikita Kacalapov | Stati Uniti Madison Hubbell - Zachary Donohue           |
| Atleti più premiati: Tessa Virtue e Scott Moir (2/1/0) | Atleti più premiati: Tessa Virtue e Scott Moir (2/1/0)  | Nazione più premiata: Russia e Unione Sovietica (3/3/2)       | Nazione più premiata: Russia e Unione Sovietica (3/3/2) |

### Gara a squadre
In seguito alla squalifica per doping di Kamila Valieva, i punti da lei ottenuti nell'edizione 2022 sono stati revocati e la classifica è stata riscritta.
| Edizione                             | Oro         | Argento                      | Bronzo                  |
| ------------------------------------ | ----------- | ---------------------------- | ----------------------- |
| Soči 2014                            | Russia      | Canada                       | Stati Uniti             |
| Pyeongchang 2018                     | Canada      | Atleti Olimpici dalla Russia | Stati Uniti             |
| Pechino 2022                         | Stati Uniti | Giappone                     | Comitato Olimpico Russo |
| Nazione più premiata: Canada (1/1/0) |             |                              |                         |

### Figure speciali maschile
| Edizione    | Oro                      | Argento        | Bronzo            |
| ----------- | ------------------------ | -------------- | ----------------- |
| Londra 1908 | Nikolaj Panin-Kolomenkin | Arthur Cumming | Geoffrey Hall-Say |

### Atleti plurimedagliati

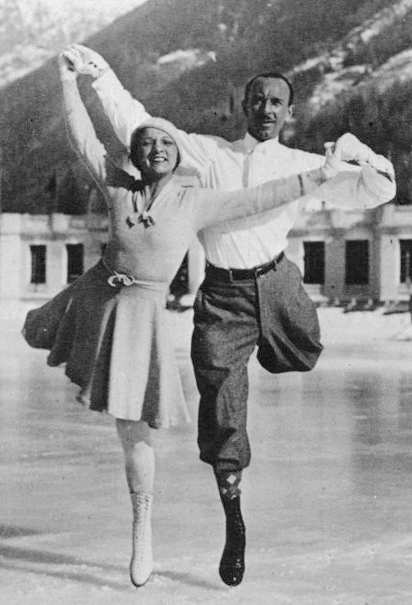
Andrée Joly/Pierre Brunet nel 1933

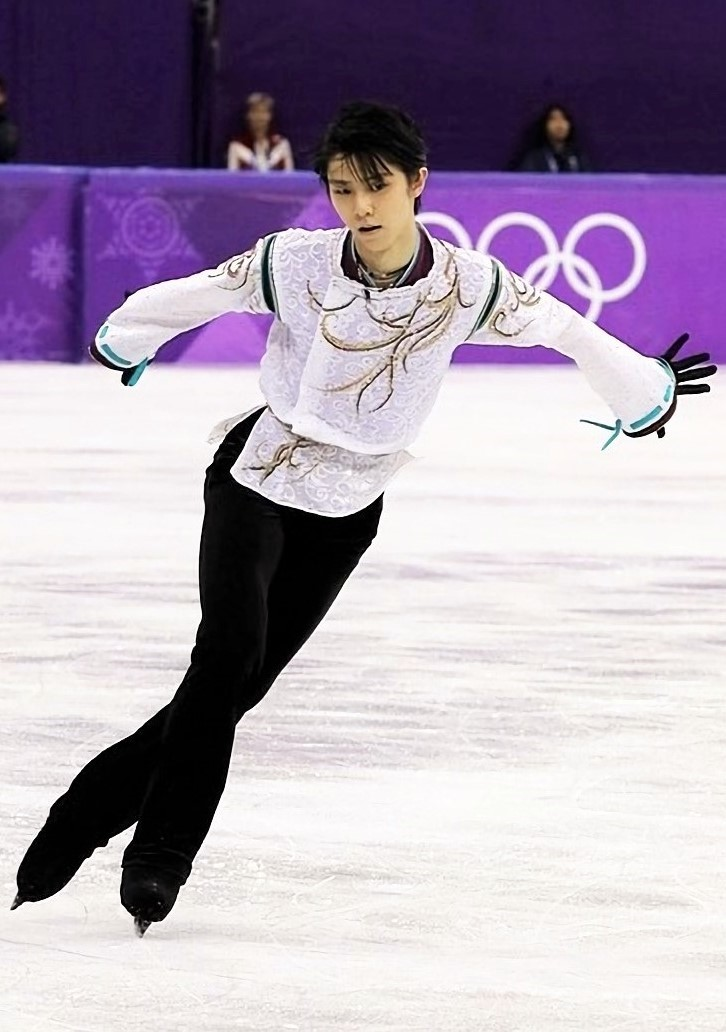
Yuzuru Hanyu interpreta il programma libero SEIMEI ai Giochi olimpici nel 2018

Gli atleti che hanno vinto due medaglie d'oro o almeno tre medaglie olimpiche sono elencati di seguito.
| Atleta             | Nazione           | Olimpiadi  | Oro | Argento | Bronzo | Totale |
| ------------------ | ----------------- | ---------- | --- | ------- | ------ | ------ |
| Gillis Grafström   | Svezia            | 1920–1932  | 3   | 1       | 0      | 4      |
| Evgenij Pljuščenko | Russia            | 2002–2014  | 2*  | 2       | 0      | 4      |
| Sonja Henie        | Norvegia          | 1928–1936  | 3   | 0       | 0      | 3      |
| Irina Rodnina      | Unione Sovietica  | 1972–1980  | 3   | 0       | 0      | 3      |
| Artur Dmitriev     | Russia            | 1992–1998  | 2   | 1       | 0      | 3      |
| Tessa Virtue       | Canada            | 2014–2018  | 3*  | 2*      | 0      | 5      |
| Scott Moir         | Canada            | 2014–2018  | 3*  | 2*      | 0      | 5      |
| Andrée Brunet      | Francia           | 1924–1932  | 2   | 0       | 1      | 3      |
| Pierre Brunet      | Francia           | 1924–1932  | 2   | 0       | 1      | 3      |
| Charlie White      | Stati Uniti       | 2010-2014  | 1   | 1       | 1      | 3      |
| Meryl Davis        | Stati Uniti       | 2010-2014  | 1   | 1       | 1      | 3      |
| Marina Klimova     | Squadra Unificata | 1984–1992  | 1   | 1       | 1      | 3      |
| Sergej Ponomarenko | Squadra Unificata | 1984–1992  | 1   | 1       | 1      | 3      |
| Aleksandr Zajcev   | Unione Sovietica  | 1976–1980  | 2   | 0       | 0      | 2      |
| Ljudmila Belousova | Unione Sovietica  | 1964–1968  | 2   | 0       | 0      | 2      |
| Oleg Protopopov    | Unione Sovietica  | 1964–1968  | 2   | 0       | 0      | 2      |
| Dick Button        | Stati Uniti       | 1948–1952  | 2   | 0       | 0      | 2      |
| Ekaterina Gordeeva | Russia            | 1988; 1994 | 2   | 0       | 0      | 2      |
| Sergej Grin'kov    | Russia            | 1988; 1994 | 2   | 0       | 0      | 2      |
| Oksana Griščuk     | Russia            | 1994–1998  | 2   | 0       | 0      | 2      |
| Evgenij Platov     | Russia            | 1994–1998  | 2   | 0       | 0      | 2      |
| Karl Schäfer       | Austria           | 1928–1936  | 2   | 0       | 0      | 2      |
| Tat'jana Volosožar | Russia            | 2014       | 2*  | 0       | 0      | 2      |
| Maksim Tran'kov    | Russia            | 2014       | 2*  | 0       | 0      | 2      |
| Katarina Witt      | Germania Est      | 1984–1988  | 2   | 0       | 0      | 2      |
| Yuzuru Hanyū       | Giappone          | 2014–2018  | 2   | 0       | 0      | 2      |
| Aljona Savchenko   | Germania          | 2014–2018  | 1   | 0       | 2      | 3      |
| Meagan Duhamel     | Canada            | 2014–2018  | 1*  | 1*      | 1      | 3      |
| Eric Radford       | Canada            | 2014–2018  | 1*  | 1*      | 1      | 3      |

(* Una medaglia conquistata nella gara a squadre.)